# McDonnell Douglas
A McDonnell Douglas foi uma fabricante de aviões norte-americana, resultante da fusão da McDonnell Aircraft Corporation e da Douglas Aircraft Company em 28 de abril de 1968. Ambas as companhias foram fundadas na década de 1920. Entre a década de 1950 e a década de 1960, a Douglas era uma das maiores fabricantes de aviões civis, fabricando clássicos como o Douglas DC-3, DC-8, DC-9 e o DC-10. Já a McDonnell era uma fabricante de aviões militares. Ambas as companhias fusionaram-se devido a problemas econômicos da Douglas.
Após a fusão, a companhia tornou-se uma das maiores fabricantes de aviões comerciais e militares do mundo, lançando modelos como o F-15 Eagle, McDonnel Douglas MD-80, McDonnell Douglas MD-11 e McDonnell Douglas MD-90. Porém, a companhia continuou a sofrer economicamente, acabando por ser comprada pela Boeing, por 13 bilhões de dólares, em 1996. Desde então, todos os aviões comerciais anteriormente em produção pela McDonnell Douglas pararam de ser produzidos (o MD-11 por falta de clientes e para evitar concorrência contra o Boeing 777; o MD-90, para evitar concorrência com o Boeing 737), com exceção do Boeing 717, que foi inicialmente desenvolvido pela McDonnell Douglas. Porém, em 2006, a produção do 717 chegou ao fim com a entrega das duas últimas unidades.

## Aviões em produção pela Boeing
- F-15 Eagle
- McDonnell Douglas MD-11
- McDonnell Douglas MD-90
- Douglas DC-8
- McDonnell Douglas DC-10